# MORF4L1
MORF4L1 (англ. Mortality factor 4 like 1) – білок, який кодується однойменним геном, розташованим у людей на короткому плечі 15-ї хромосоми. Довжина поліпептидного ланцюга білка становить 362 амінокислот, а молекулярна маса — 41 474.
| 10         |  | 20         |  | 30         |  | 40         |  | 50         |
| ---------- |  | ---------- |  | ---------- |  | ---------- |  | ---------- |
| MAPKQDPKPK |  | FQEGERVLCF |  | HGPLLYEAKC |  | VKVAIKDKQV |  | KYFIHYSGWN |
| KKSAVRPRRS |  | EKSLKTHEDI |  | VALFPVPEGA |  | PSVHHPLLTS |  | SWDEWVPESR |
| VLKYVDTNLQ |  | KQRELQKANQ |  | EQYAEGKMRG |  | AAPGKKTSGL |  | QQKNVEVKTK |
| KNKQKTPGNG |  | DGGSTSETPQ |  | PPRKKRARVD |  | PTVENEETFM |  | NRVEVKVKIP |
| EELKPWLVDD |  | WDLITRQKQL |  | FYLPAKKNVD |  | SILEDYANYK |  | KSRGNTDNKE |
| YAVNEVVAGI |  | KEYFNVMLGT |  | QLLYKFERPQ |  | YAEILADHPD |  | APMSQVYGAP |
| HLLRLFVRIG |  | AMLAYTPLDE |  | KSLALLLNYL |  | HDFLKYLAKN |  | SATLFSASDY |
| EVAPPEYHRK |  | AV         |  |            |  |            |  |            |

A: Аланін

C: Цистеїн

D: Аспарагінова кислота

E: Глутамінова кислота

F: Фенілаланін

G: Гліцин

H: Гістидин

I: Ізолейцин

K: Лізин

L: Лейцин

M: Метіонін

N: Аспарагін

P: Пролін

Q: Глутамін

R: Аргінін

S: Серин

T: Треонін

V: Валін

W: Триптофан

Кодований геном білок за функцією належить до регуляторів хроматину. 
Задіяний у таких біологічних процесах, як транскрипція, регуляція транскрипції, пошкодження ДНК, репарація ДНК, рекомбінація ДНК, регуляція росту, ацетилювання, альтернативний сплайсинг. 
Локалізований у ядрі.